# Świątynia Bachusa w Baalbeku
Świątynia Bachusa – starożytna świątynia znajdująca się w libańskim Baalbeku (antyczne Heliopolis). Znajduje się tuż obok olbrzymiej świątyni Jowisza, od której jest znacznie mniejsza. W przeciwieństwie do swojej sąsiadki zachowała się jednak w bardzo dobrym stanie. Jej powstanie datuje się na czasy panowania Antonina Piusa. Oryginalna dedykacja świątyni pozostaje nieznana, na podstawie znalezionych w niej płaskorzeźb ze scenami bachanaliów identyfikuje się ją tradycyjnie jako miejsce kultu Bachusa.
Na teren świątyni wchodziło się poprzez okazałą bramę wysoką na 13 i długą na 6 metrów, za którą rozciągał się dziedziniec. Sama świątynia, posadowiona na podium o wysokości 4,76 metra, miała wymiary 65,3×36,15 m. Nadano jej formę perypteralnego oktostylosu: na krótszych bokach liczyła po osiem kolumn, na dłuższych po piętnaście. Pomiędzy kolumnadą a ścianą świątyni zachowały się unikatowe zdobienia sufitu: kasetony z wizerunkami bóstw (Marsa, Diany, Wiktorii, Bachusa i Cerery), które przedzielała dekoracja z motywami roślinnymi. Wewnętrzne ściany celli przedzielono korynckimi półkolumnami, umieszczając w interkolumniach ulokowane na dwóch poziomach nisze z posągami bóstw. Na samym końcu celli wchodziło się schodkami na podium, gdzie znajdował się adyton. Adyton nakryty był dachem w formie arkady zwieńczonej przyczółkiem wspierającym się na czterech zespołach kolumn, w jego bocznej ścianie znajdowało się natomiast okno, przez które wpadały promienie światła oświetlające posąg bóstwa. Stopniami umieszczonymi po bokach celli można było zejść do położonej pod adytonem krypty. 

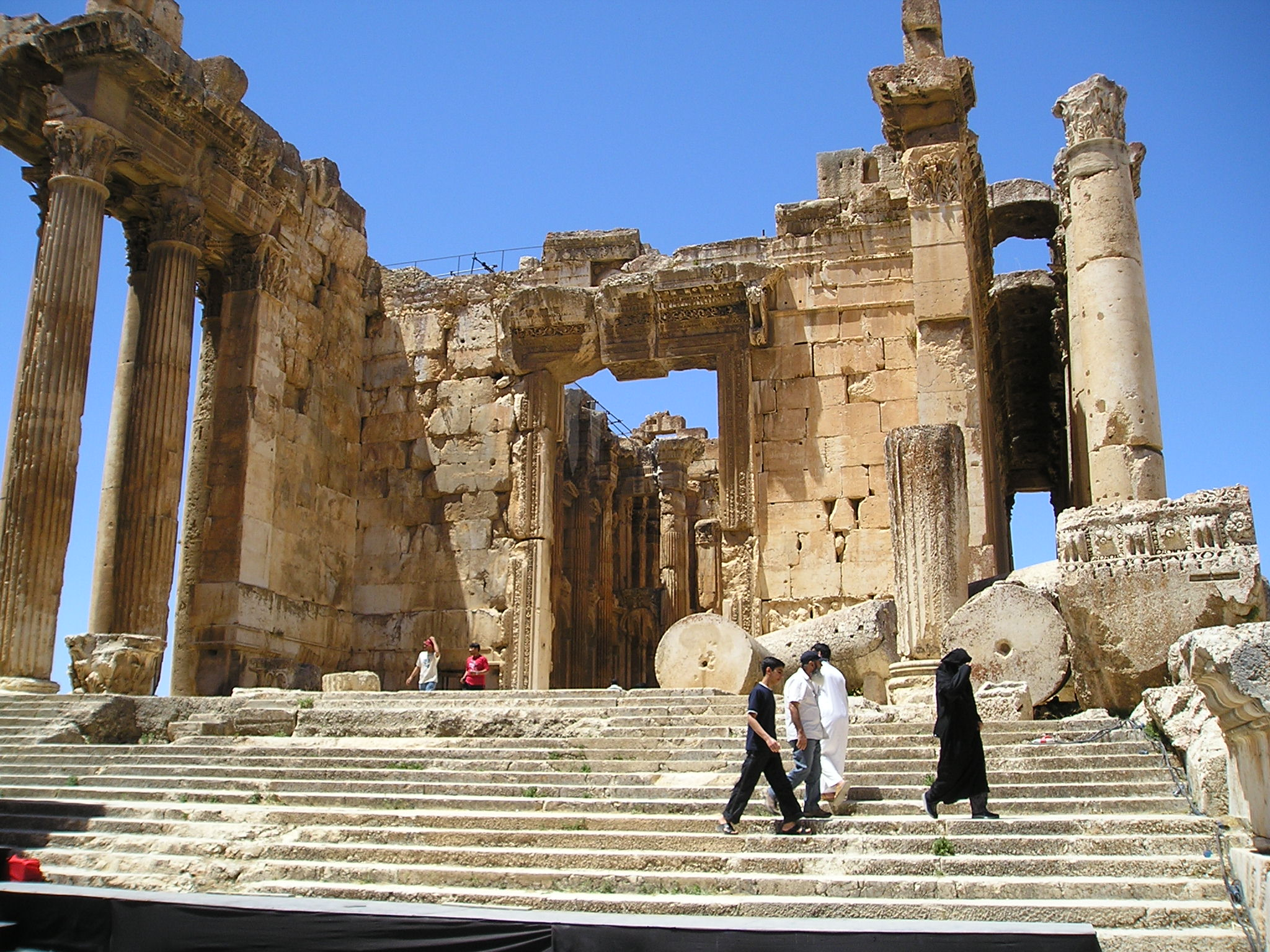
Wejście do świątyni
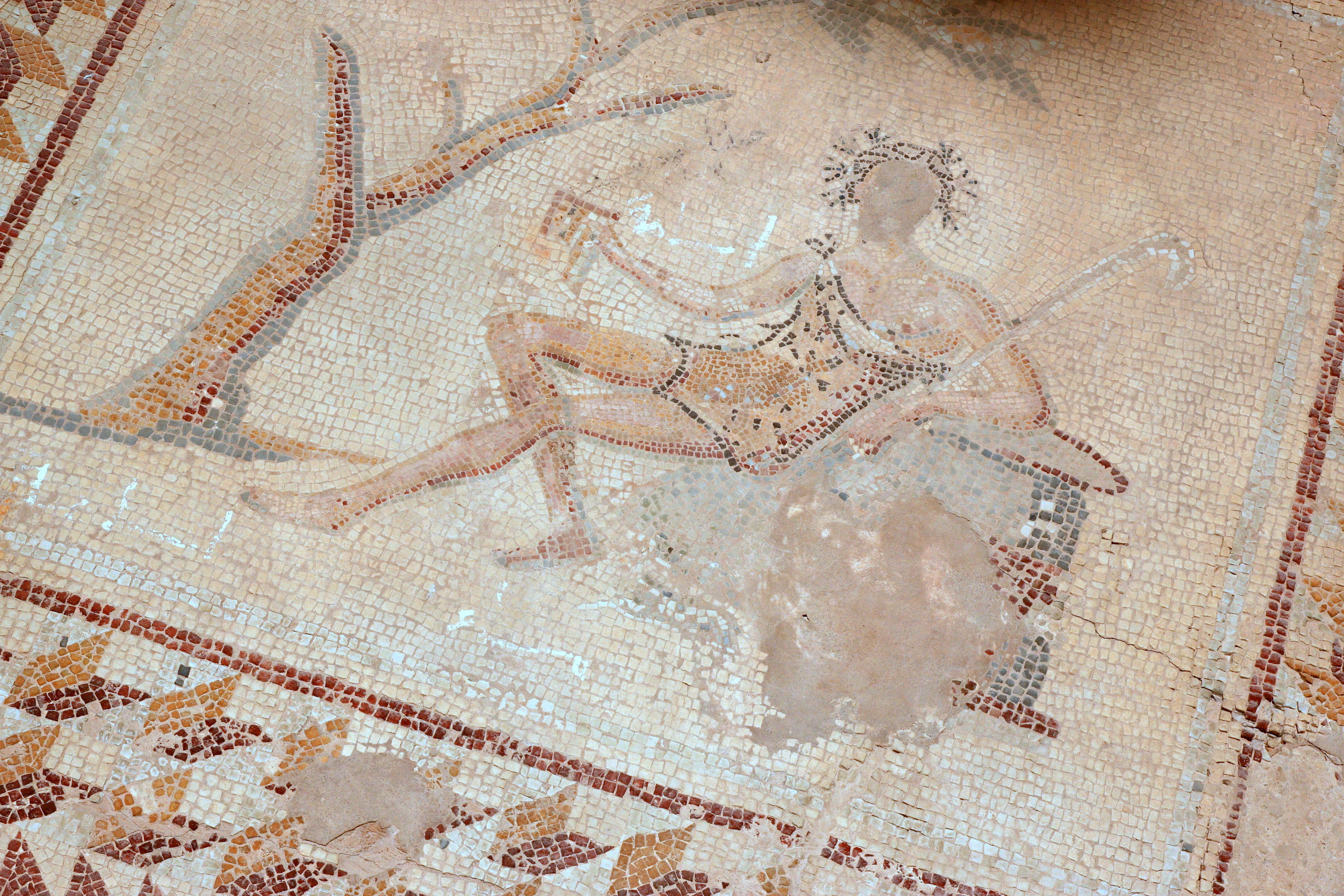
Mozaiki w świątyni
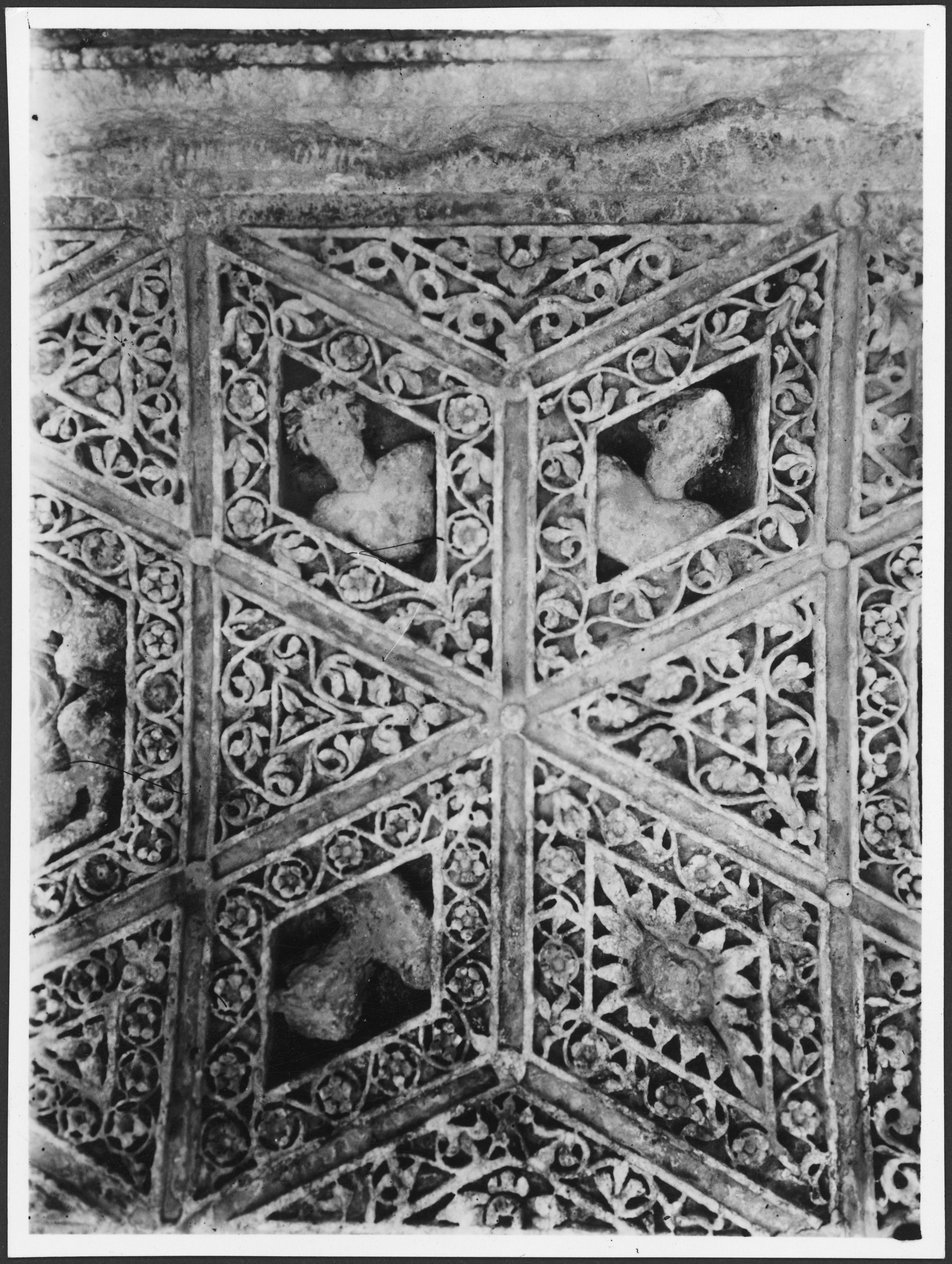
Kasetony z wizerunkami bóstw
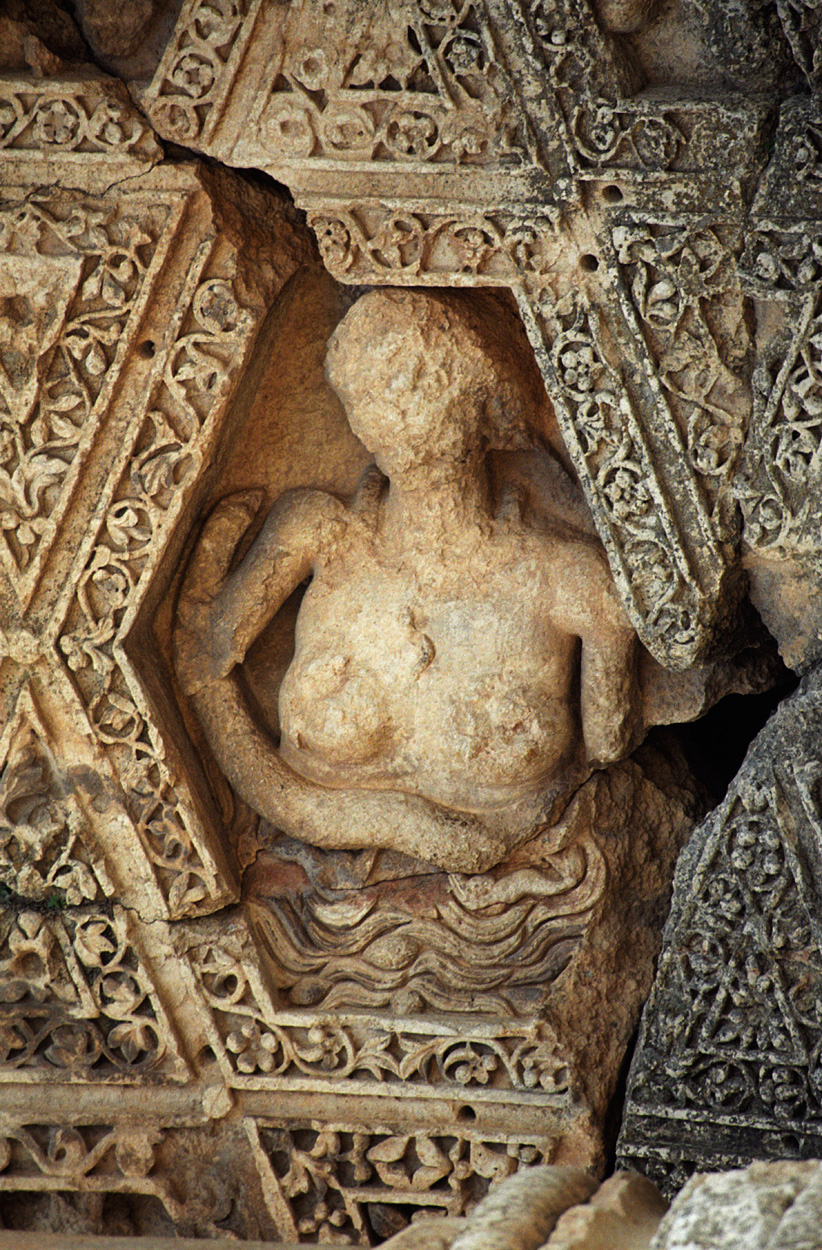
Pojedynczy kaseton